# Сайто (Міядзакі)

Сайто (яп. 西都市) — місто в Японії, в префектурі Міядзакі.